# Afturelding
Afturelding ist eine isländische Fernsehserie, die 2023 auf dem öffentlich-rechtlichen Sender Ríkisútvarpið ausgestrahlt wurde.

## Inhalt
Die Handlung folgt Skarphéðinn, einem ehemaligen Handballstar der 1990er Jahre, der nach Jahren des Alkoholmissbrauchs und gesellschaftlichen Abstiegs versucht, sein Leben wieder in den Griff zu bekommen. Er übernimmt das Training der Frauenmannschaft seines Jugendvereins Afturelding in Mosfellsbær. Dabei stößt er auf eine neue Generation selbstbewusster Spielerinnen, die andere Vorstellungen von Teamarbeit, Gleichberechtigung und Führung haben.

## Produktion
Afturelding wurde von Zik Zak Filmworks produziert. Die Regie führten Hafsteinn Gunnar Sigurðsson, Elsa María Jakobsdóttir und Gagga Jónsdóttir. Das Drehbuch stammt von Hafsteinn Gunnar Sigurðsson, Dóri DNA, Jörundur Ragnarsson, Jóhanna Friðrika Sæmundsdóttir und Katrín Björgvinsdóttir. Die Serie besteht aus einer Staffel mit acht Episoden, die jeweils etwa 50 Minuten lang sind. Die Erstausstrahlung erfolgte am 9. April 2023 auf Ríkisútvarpið.